# 비하라마하데비 공원

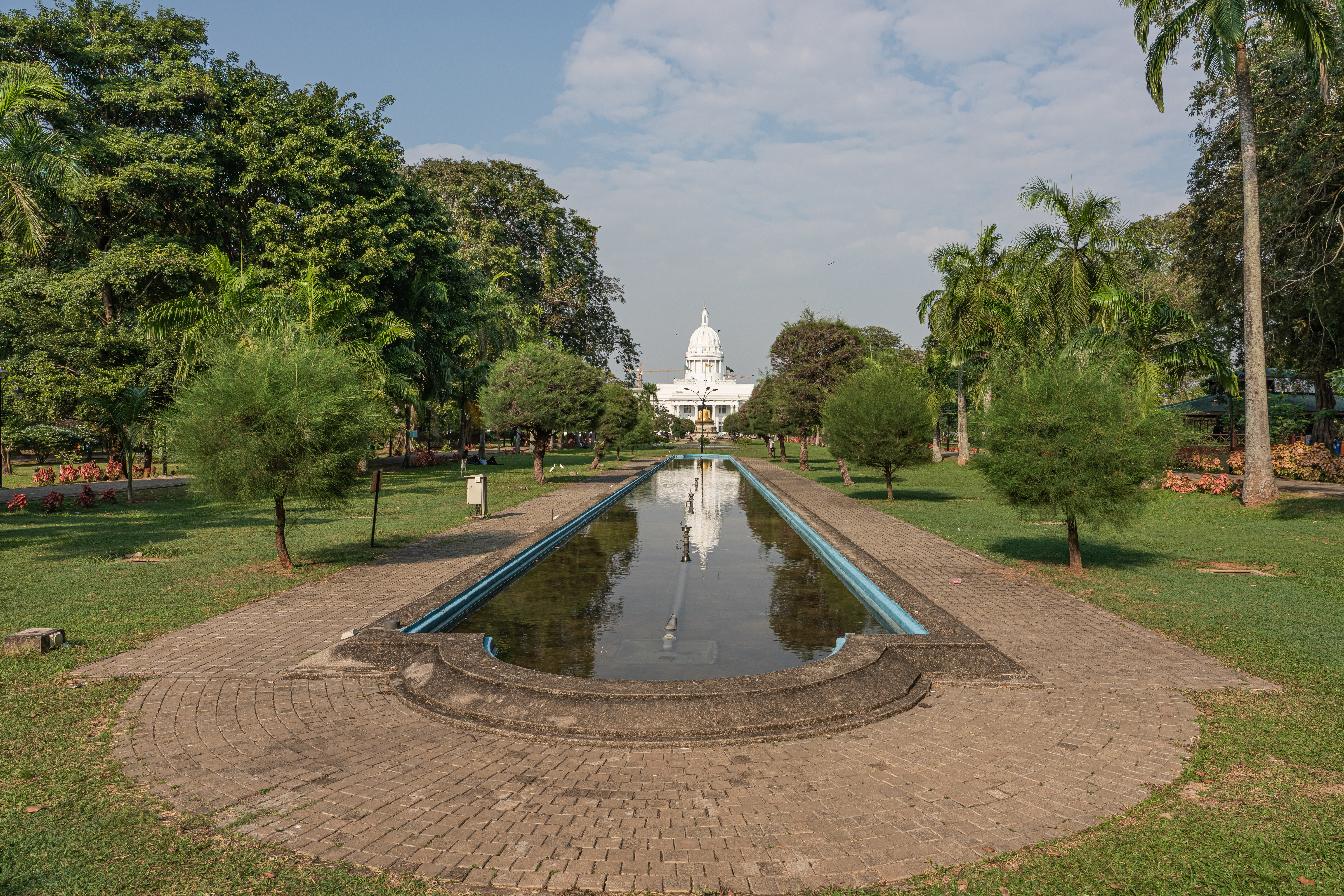

비하라마하데비 공원(Viharamahadevi Park)은 스리랑카의 콜롬보 국립박물관 옆에 위치한, 콜롬보의 공립 공원이다.
남국의 꽃과 푸른 나무들이 울창한 대공원으로 옛날 이름은 빅토리아 공원이다. 공원의 북쪽은 고급주택지로 빅토리아 양식의 정부 고관의 저택, 각국 대사관들이 건물의 아름다움을 경쟁하고 있다. 남쪽으로 돌아가면 아름다운 미술관, 박물관, 도서관 등이 늘어서 있다.